# Turkmenohelops balchanicus
Turkmenohelops balchanicus là một loài bọ cánh cứng trong họ Tenebrionidae. Loài này được Medvedev & Nepesova miêu tả khoa học đầu tiên năm 1985.